# Superzuur
Een superzuur is een zuur met een zuurgraad hoger dan die van 100% zwavelzuur, dat een Hammett-zuurfunctie (H0) heeft van -12. Commercieel verkrijgbare superzuren zijn onder andere trifluormethaansulfonzuur (CF3SO3H) en Fluorsulfonzuur (FSO3H), die beide ongeveer duizend keer sterker zijn (oftewel, een meer negatieve H0-waarde) dan zwavelzuur. De sterkste superzuren worden gemaakt uit twee componenten, een sterk lewiszuur en een sterk brønstedzuur.
De term superzuur werd geopperd door James Bryant Conant in 1927 om zuren te beschrijven die sterker waren dan gewone mineraalzuren. George A. Olah kreeg in 1994 de Nobelprijs voor de Scheikunde voor zijn onderzoek naar superzuren en hun gebruik in de directe observatie van carbokationen. Olahs "magische zuur", zo genoemd omdat het koolwaterstoffen aanvalt, wordt gemaakt door antimoonpentafluoride (SbF5) en fluorzwavelzuur te mengen. De naam werd gegeven door een van professor Olahs postdocs die een kaars in magisch zuur zette. De kaars loste op, wat aantoonde dat het zuur koolwaterstoffen kon protoneren.
Het sterkste superzuur-systeem, het zogenaamde fluorantimoonzuur, is een combinatie van waterstoffluoride en SbF5. In dit systeem geeft HF zijn waterstofion (H+) af, gevolgd door het binden van F− aan het antimoonpentafluoride. Het gevormde anion (SbF6−) is zowel een zwak nucleofiel als een zwakke base. Het proton wordt als het ware "naakt", wat aanleiding geeft voor de extreme zuurgraad. Fluorantimoonzuur is 2×1019 keer sterker dan 100% zwavelzuur en kan oplossingen met een H0 tot -25 geven.
Olah toonde aan dat op 140 °C, FSO3H–SbF5 methaan omzet naar het tertiair-butyl-carbokation, een reactie die begint met het protoneren van methaan:
CH4 + H+ → CH5+
CH5+ → CH3+ + H2
CH3+ + 3 CH4 → (CH3)3C+ + 3H2

## Toepassingen
Een gebruikelijke toepassing van superzuren is het creëren van een omgeving om organische kationen te maken en te behouden, die nuttige tussenproducten zijn in diverse reacties, zoals het maken van plastics en hoog-octaan-benzine.